# 美拉尼西亚社会主义
美拉尼西亚社会主义（英語：Melanesian socialism）是一个社会主义流派，最初由新赫布里底群岛（今瓦努阿图）圣公宗神父、瓦努阿库党领袖沃尔特·利尼（后成为瓦努阿图首任总理）提出。利尼的社会主义观点受到了朱利叶斯·尼雷尔在坦桑尼亚实行的“非洲社会主义”的启发。
利尼认为，社会主义与美拉尼西亚的社会和习俗具有内在的相似性，包括强调社会福利而非个人主义，土地归社会集体所有以及团结协作的工作方式。
新喀里多尼亚的卡纳克和社会主义民族解放阵线也提倡实行“美拉尼西亚社会主义”。